# Steps (banda)
Steps es una banda de hardcore punk formada en la ciudad de Bogotá, Colombia en 2006.

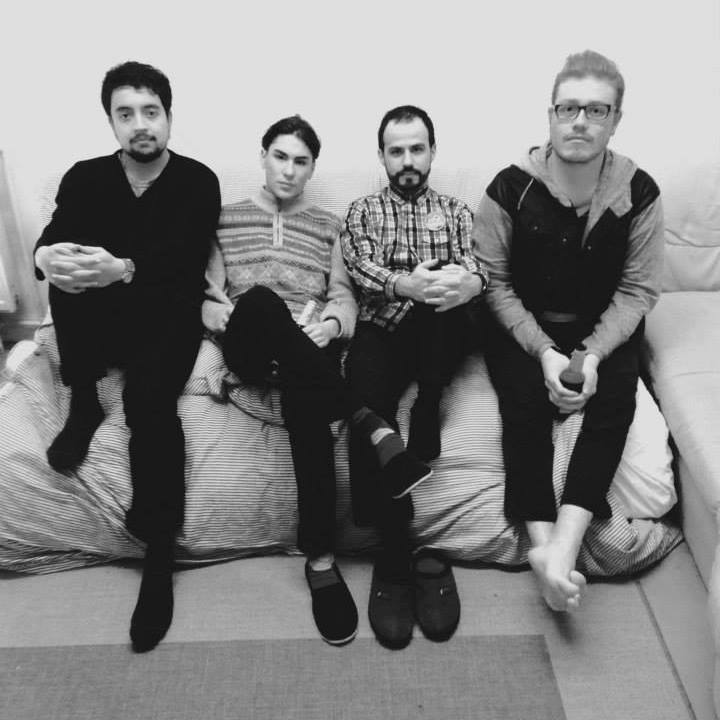
Steps lineup

## Miembros
- Jaime "Tute" Diaz- Voz
- Cami Donneys- Batería
- David Triana- guitarra
- Nicolás Pacheco- Bajo

## Discografía
Álbumes
- IDLE (2009)

### EP
- Espíritus (2008)